# ELO 2
ELO 2 è il secondo album dell'Electric Light Orchestra, uscito nel 1973. Negli Stati Uniti è stato pubblicato on il titolo di Electric Light Orchestra II, ed è a volte conosciuto come ELO II.

## L'album
Originariamente fu intitolato "The Lost Planet", ma questo concetto venne abbandonato; fu durante le prime sedute di registrazione di questo album che Roy Wood lasciò la band con l'intento di formare un nuovo sodalizio. Ciò si concretizzò con la nascita degli Wizzard agli inizi del 1972. Wood suonò in due brani: basso e violoncello in "In Old England Town" e in "From the Sun to the World". Venne sostituito da Colin Walker e da Mike Edwards, con Wilfred Gibson al violino. Richard Tandy fece il suo debutto ufficiale negli ELO, anche se aveva già partecipato ad alcuni live con il vecchio gruppo. La copertina americana del disco differiva da quella inglese, come un po' già suggeriva il titolo; in Gran Bretagna uscì con il titolo "ELO 2", con l'immagine di una piccola lampadina fluttuante nello spazio, mentre negli Stati Uniti d'America la copertina, caratterizzata da una lampadina più grande nel cielo notturno, venne intitolata "The Electric Light Orchestra II". Per queste ragioni "Roll Over Beethoven" fu leggermente modificata in lunghezza rispetto alla sua omologa americana, e la seconda traccia "Momma" è stata rinominata  "Mama". Tutti e cinque i pezzi sono più lunghi di una normale canzone rock, e sono caratterizzati da più parti orchestrali che creano un suono denso e intricato.
Insieme al suo predecessore, è stato l'album di minore risalto commerciale della band, anche se contrariamente alle previsioni ha raggiunto la British Top 40 Album Chart, quando il seguente, On the Third Day, non raggiunse questo obiettivo. Roll Over Beethoven, invece, scalò le classifiche statunitensi e inglesi fino alla Top 10. Nel 2006 l'album è stato rimasterizzato con delle piccole modifiche riguardo alla tracklist.

### Posizioni in classifica
- US:  numero 62 Billboard 200, 22 settimana di permanenza
- UK:  numero 35 UK Albums Chart, 1 settimana di permanenza
- AUS: non classificato
- CAN: numero 17 RPM Albums Chart, 22 settimane di permanenza

## Tracce
Tutti i brani sono stati scritti da Jeff Lynne tranne dove indicato.

### Lato A
1. In Old England Town (Boogie No 2) – 6:56
2. Mama – 7:03
3. Roll Over Beethoven (Chuck Berry) – 8:10, 7:03 (in UK)

### Lato B
1. From the Sun to the World (Boogie No 1) – 8:20
2. Kuiama – 11:19

#### US Bonus Tracks (rimasterizzazione del 2006)
1. In Old England Town (Instrumental) – 2:43
2. Baby, I Apologise – 3:43
3. In Old England Town (Take 1, Alternate mix) – 6:56
4. Roll Over Beethoven (Take 1) (Berry) – 8:15

## Formazione
- Jeff Lynne - voce, chitarre, sintetizzatore Moog
- Bev Bevan - batteria, percussioni
- Richard Tandy - tastiere, sintetizzatore Moog
- Mike de Albuquerque - basso, voce
- Wilf Gibson - violino
- Mike Edwards - violoncello
- Colin Walker - violoncello